# Arirang News
《Arirang News》(아리랑 뉴스)는 영어로 방송되는 아리랑국제방송의 뉴스 프로그램이다.

## 방송 시간
Daily
- 10:00《NEW DAY AT ARIRANG》
- 10:30《NEWS GENERATION》
- 14:00《THE KULTURE WAVE》
- 17:00《THE DAILY REPORT》
- 17:30《PRESS PERSPECTIVE》
- 20:00《NEWSCENTER》
- 20:30《WITHIN THE FRAME》

Weekend
- (Sat)12:00《WEEKLY NEWS HIGHLIGHTS》

## 진행자
- 무작위